# Проституция в кино
Изображение проституции в кино подчиняется господствующим в культуре и обществе мифам, образцам и клише о проститутках. Согласно таким культурологическим представлениям, происходит разделение между сексуальностью в браке, имеющей назначение воспроизводства потомства, и другой сексуальностью, целью которой является получение сексуального удовлетворения.

## Рождение жанра
Проституция в кино в качестве сюжетной линии появляется в фильмах самых различных жанров. Истоки фильмов о женской проституции восходят к так называемым «уличным фильмам» 1910—1920-х годов, типичными представителями которых являются «Трагедия о шлюхах» (Германия, 1927), «Мальтийский дом» (Франция, 1928; в 1938 году вышел также одноимённый ремейк), «Ящик Пандоры» (Германия, 1929) и «Голубой ангел» (Германия, 1930). В них проститутки изображались в качестве женщин, идущих на панель из-за материальной нужды, или нимфоманок. При этом активная (и продажная) женская сексуальность противопоставлялась асексуализированным домашним «материнским» фигурам.
В 1950-е годы также вышло большое количество фильмов о проститутках, в которых эротика граничила с непристойностью. Фигуры героинь-проституток в этих фильмах часто становятся драматическим центром, в котором возникает внутренний конфликт несогласующихся ценностей. Здесь можно назвать такие фильмы, как «Le Garçon sauvage» (Франция, 1951) и «Ночи Кабирии» (Италия, 1957), рассказывающие о бедности и безысходности проституток, вышедших из среды «маленьких людей». Широкую огласку в это время получил также скандал, связанный с убийством в 1957 году немецкой проститутки Розмари Нитрибитт, история которой тоже была экранизирована в фильме «Любовники Розмари» (в 1996 году был также снят одноимённый ремейк). Фильм «Добродетельная шлюха» (Франция, 1952) затрагивает важную тему расизма. Эпоха «фильмов о шлюхах» 1950-х годов заканчивается документальным кинофильмом «Улица без конца» (Дания, 1963).
В разные годы значительное влияние на представление проституток в кино оказывали различные течения и клише, получившие распространение в том или ином жанре или промежутке времени. Популярное кино и криминальные фильмы используют в первую очередь мелодраматическо-романтический типаж «шлюхи с сердцем», вестерны эксплуатируют образы отважных «хороших плохих девчонок из салуна», а в комедиях используются собственные комедийные образы путан. Одной из важнейших характеристик многих образов экранных проституток является парадоксальное соединение «шлюхи» и «святой» в одной личности. Фигуры проституток играли важную роль в кино во времена моральной цензуры. Сексуальная мораль в этих фильмах противопоставлялись двойным стандартам патриархального общества.

## Известные фильмы
Другими типичными представителями фильмов о проститутках исследователями указываются такие фильмы, как «Нежная Ирма» (США, 1963), «Дневная красавица» (Франция/Италия, 1967), «Жанна Дильман, набережная Коммерции 23, Брюссель 1080» (Бельгия, 1976), «Шлюха» (США, 1991), «Лиля навсегда» (Швеция, 2002), «Принцессы» (Испания, 2005) и другие.
По подсчётам организаторов проходившей в 2015—2016 годах выставки Best Actress (Берлинский музей кино и телевидения), премия «Оскар» за лучшую женскую роль пять раз вручалась за сыгранных проституток. Американский комический актёр Эдди Дизен перечисляет 11 актрис, в разное время получивших «Оскар» за главную или второстепенную женскую роль, исполняя проституток. В хронологическом порядке это:
- Джанет Гейнор (1929, за роль проститутки в фильме «Уличный ангел» и роли в двух других лентах)
- Хелен Хейс (1932, «Грех Мадлон Клоде»[англ.])
- Энн Бакстер (1947, «Остриё бритвы»)
- Джо Ван Флит (1956, «К востоку от рая»)
- Сьюзен Хэйворд (1959, «Я хочу жить!»)
- Элизабет Тейлор (1961, «Баттерфилд, 8»)
- Ширли Джонс (1961, «Элмер Гантри»); в этом году обе женские премии получили актрисы, игравшие проституток
- Джейн Фонда (1972, «Клют»)
- Мира Сорвино (1996, «Великая Афродита»); в этот год на «Оскар» претендовали также играющие проституток Элизабет Шу («Покидая Лас-Вегас») и Шэрон Стоун («Казино»)
- Ким Бейсингер (1998, «Секреты Лос-Анджелеса»)
- Шарлиз Терон (2004, «Монстр»)

Кроме того, Дизен упоминает ещё двух награждённых актрис, чьи персонажи могут рассматриваться как проститутки: Клер Тревор (1949, «Ки-Ларго»; Рид специализировалась на ролях «проститутки с золотым сердцем», которые играла, в частности, в фильмах «Дилижанс» и «Тупик») и Донну Рид (1954, «Отныне и во веки веков»).
Малоизвестнен, но уникален в своём роде фильм «Взлёт и падение Хайди Флейс». Он является прижизненным байопиком, и рассказывает о Хайди Флейс, которая в прошлом была проституткой и сутенёршей. Её роль исполнила Джейми-Линн Сиглер, обладающая определённым внешним сходством с Хайди Флейс.
В цикле графических новелл (комиксов) американского писателя и художника Фрэнка Миллера и его экранизации проституция очень подробно изображена (за что сам Миллер подвергся критике).